# Antoni Rebassa
Antoni Rebassa (1961) es un botánico, pteridólogo y profesor español.
Es profesor de Producción Vegetal de la Unitat de Botànica de la Facultad de Ciencias de la Universidad de Valencia, desarrollando actividades científicas en corología de plantas vasculares y conservación de los recursos fitogenéticos. Ha colaborado durante muchos años en la obra Flora iberica.
- La abreviatura «Rebassa» se emplea para indicar a Antoni Rebassa como autoridad en la descripción y clasificación científica de los vegetales.[4]